# 耶洛克里克鎮區 (密蘇里州林縣)
耶洛克里克鎮區（英語：Yellow Creek Township）是位於美國密蘇里州林縣的一個行政鎮區。

## 地方資料
耶洛克里克鎮區的面積為96.72平方千米，當中陸地面積為95.30平方千米，而水域面積為1.42平方千米。根據2020年美國人口普查的數據，當地共有人口557人，而人口密度為每平方千米5.76人。